# Milwaukee Rampage
O Milwaukee Rampage foi um clube americano profissional de futebol, com sede em Milwaukee, Wisconsin, que jogava na A-League.

## História
Fundado em 1993 pelos empresários da área de Milwaukee Dan Doucette e Jim Hock, o Rampage jogou sua primeira partida em 24 de junho de 1993, contra Siarka Tarnobrzeg . O técnico Boro Sucevic colocou em campo uma equipe que incluía Tony Sanneh, Brian McBride, Kris Kelderman, Joey Kirk e Steve Provan. 
O Rampage jogou outros seis jogos de exibição naquele verão antes de jogar em sua primeira temporada completa um ano depois.  A equipe entrou na United States Interregional Soccer League de 1994, onde caiu para o Minnesota Thunder na final da Divisão Meio-Oeste. Isso criou uma rivalidade entre as duas equipes que continuou até a saída do Rampage em 2002. Em 1995, o USISL se dividiu em uma liga superior e outra inferior. O Rampage entrou para a USISL.
Naquele ano, Milwaukee novamente caiu para o Thunder na final da Divisão do Meio-Oeste. Em 1996, a USISL adicionou uma terceira liga, a 1996 USISL Select League. Em 1996, a Select League, junto com a rival A-League, receberam o status de Divisão 2 da FIFA.
Isso levou a uma fusão entre as duas ligas para formar a A-League de 1997, parte da USISL. Milwaukee juntou-se a esta liga combinada. O treinador principal Bob Gansler conduziu a equipe ao primeiro campeonato de esportes profissionais de Milwaukee desde 1971 Milwaukee Bucks. O Rampage derrotou o Carolina Dynamo nos playoffs. A equipe venceu o campeonato mais uma vez em 2002 sob o comando do técnico Boro Sucevic, antes que a franquia fosse encerrada no final daquele ano. O Milwaukee Rampage ainda existe como um clube de futebol profissional sem fins lucrativos em Milwaukee.